# Bleach: The Diamond Dust Rebellion
Pour les articles homonymes, voir Bleach.
Pour plus de détails, voir Fiche technique et Distribution.
Bleach: The DiamondDust Rebellion (劇場版BLEACH The DiamondDust Rebellion もう一つの氷輪丸, Gekijōban Burīchi - Mō Hitotsu no Hyōrinmaru) est le deuxième film d'animation basé sur l'anime et le manga de la série Bleach. Le film est produit par Noriyuki Abe et écrit par Michiko Yokote, sorti en salle japonaise le 13 décembre 2007. En France, le film est sorti et disponible depuis le 6 janvier 2010 en DVD chez Kazé.

## Synopsis
Un artefact connu sous le nom du « sceau du roi » est volé pendant son transport à la Soul Society alors que la dixième division du Gotei 13 était chargé de sa sécurité. Tōshirō Hitsugaya, le capitaine de cette division, est porté disparu après une bataille avec les voleurs. Ichigo Kurosaki le retrouve blessé et inconscient dans le monde des humains et le ramène chez lui pour le soigner. Tōshirō s'enfuit et se retrouve dans la Soul Society et combat des vices-capitaines. Le Seireitei le suspecte alors de traitrise et ordonne sa capture immédiate. Le reste de la division est placé sous haute surveillance et privé de zanpakutō. Pendant ce temps, Tōshirō est recherché par les voleurs et doit faire face à une part de son passé, qui impliquerait un shinigami mort depuis bien longtemps...

## Fiche technique
- Réalisation : Noriyuki Abe
- Son : James Lafferty
- Musique : Shiro Sagisu
- Distribution : Toho Company, Ltd.
- Pays :  Japon
- Langue : japonais
- Durée : 92 minutes
- Date de sortie : 18 décembre 2007

## Distribution
| Personnages       | Voix japonaises | Voix françaises     |
| ----------------- | --------------- | ------------------- |
| Ichigo Kurosaki   | Masakazu Morita | Vincent de Bouard   |
| Rukia Kuchiki     | Fumiko Orikasa  | Francoise Escobar   |
| Tōshirō Hitsugaya | Romi Paku       | Jochen Haegele      |
| Sōjirō Kusaka     | Akira Ishida    | Jean-François Pages |
| Renji Abarai      | Kentarou Itou   | Nicolas Beaucaire   |
| Rangiku Matsumoto | Kaya Matsutani  | Jessie Lambotte     |
| Ying              | Aya Hisakawa    | Nayeli Forest       |
| Yang              | Yukana          | Céline Melloul      |

## Produits dérivés
Le film est adapté en un light novel qui sort au Japon le 22 décembre 2007.
En 2015, Glénat sort une adaptation du film sous forme d'anime comics.